# 庫邁拉
庫邁拉（法語：Koumaïra），是馬里的城鎮，位於該國中部，由通布圖區的尼亞豐凱省負責管轄，處於代博湖東北面65公里，面積476平方公里，海拔高度265米，2009年人口14,839，人口密度每平方公里31人。